# Catopta albothoracis
Catopta albothoracis is een vlinder uit de familie van de houtboorders (Cossidae). De wetenschappelijke naam van de soort werd voor het eerst geldig gepubliceerd in 1990 door Hua, Chou, Fang en Chen.